# Baronscourt

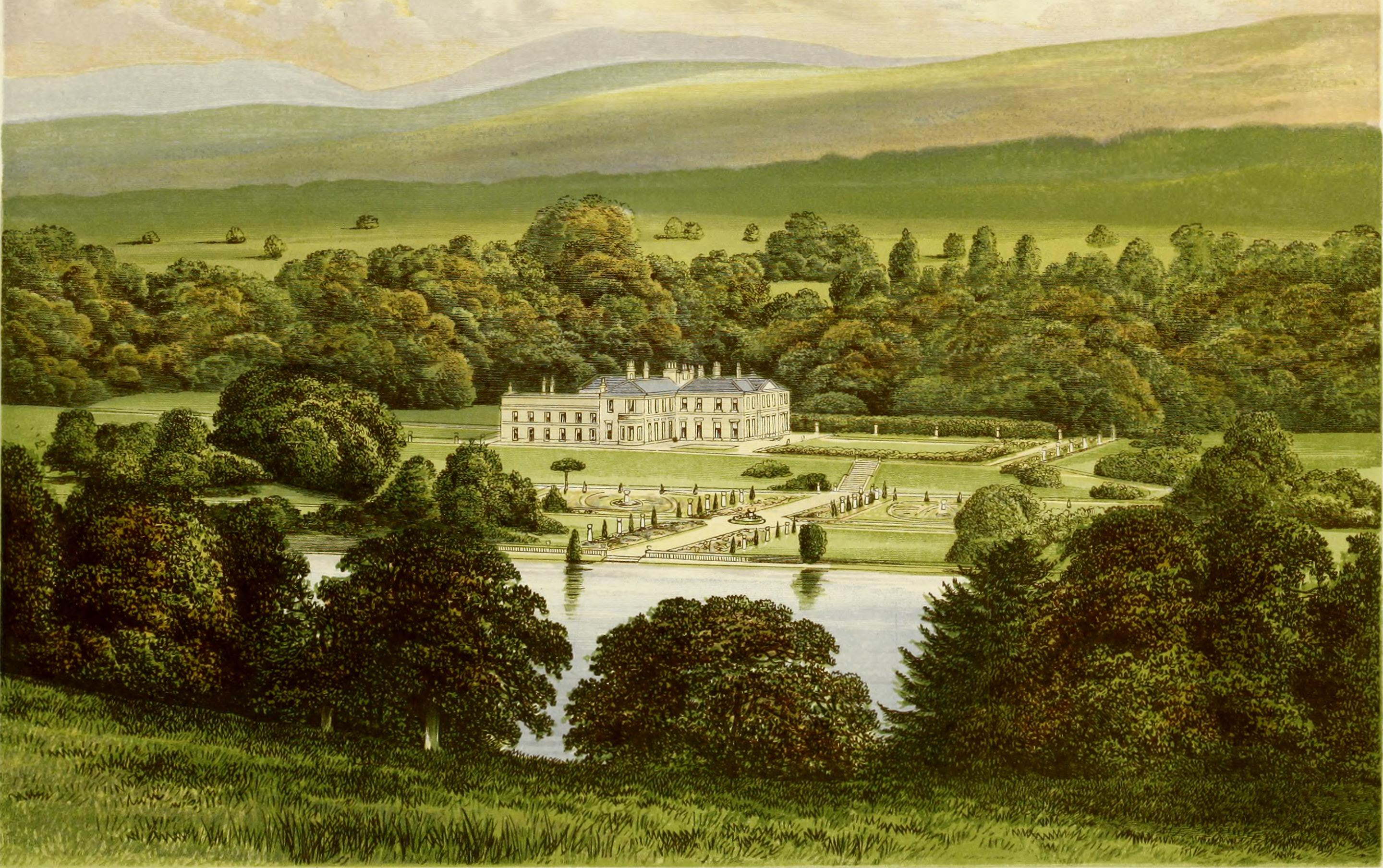
Baronscourt em 1840, de The County Seats of the Noblemen and Gentlemen of Great Britain and Ireland, por Francis Orpen Morris.

Baronscourt, Barons-Court ou Castelo Baronscourt  é uma casa de campo georgiana e propriedade localizada 4,5 km a sudoeste de Newtownstewart, no Condado de Tyrone, Irlanda do Norte, sendo a residência do Duque de Abercorn. É um edifício classificado como Grau A. Baronscourt é a caput ou residência principal dos Duques de Abercorn na Irlanda. O nome Baronscourt deriva do título de Barão Hamilton de Strabane, pertencente à família Abercorn no âmbito do Pariato da Irlanda. A casa é rodeada pela propriedade de Baronscourt.

## História
Baronscourt e as suas envolventes terras pertenciam originalmente a um ramo de alta linhagem do clã ÓNéill, uma poderosa e rica família real gaélica que governava Tír Eoghain (Tyrone), um túath ou reino gaélico em Ulster. O ramo principal do clã ÓNéill de Tír Eoghain era a família dominante dentro do grupo dinástico mais vasto conhecido como Cenél nEógain. O ramo específico do clã ÓNéill que dominava o noroeste de Tír Eoghain possuía vários "castelos" ou torreões, incluindo um situado na Ilha McHugh, um crannóg no que é hoje conhecido como Lough Catherine, a pouca distância a norte da atual Baronscourt.
A maior parte das terras do clã ÓNéill foram confiscadas pela coroa inglesa no início do século XVII, pouco depois do fim da Guerra dos Nove Anos. Algumas destas terras confiscadas no Baronato de Strabane Lower, no oeste do Ulster, foram concedidas pela Coroa, por volta de 1610 ou 1611, a Sir George Hamilton, um "colonizador" escocês das Terras Baixas oriundo de Renfrewshire, no início da Plantação de Ulster. Sir George, um católico e irmão mais novo de 1.º Conde de Abercorn, mandou construir o Castelo de Derrywoone como a sua residência principal. O castelo, agora em ruínas, foi edificado entre 1619 e 1622 num estilo típico das Terras Baixas da Escócia.
O primeiro Baronscourt construído para a dinastia Hamilton foi projetado pelo arquiteto William Chambers em 1742. Contudo, sofreu várias reconstruções e modificações, sendo a mais significativa entre 1779 e 1781, realizada para James Hamilton, 8.º Conde de Abercorn.
O atual Baronscourt foi inicialmente projetado por George Steuart em 1778 e construído entre 1779 e 1782. A casa possui sete vãos de largura e três andares de altura, com uma logia sustentada por colunas toscanas emparelhadas e uma rotunda no centro da planta. O frontão contém o brasão de armas da família do Duque de Abercorn. Em 1791, foi remodelada por John Soane, com Robert Woodgate supervisionando os trabalhos. Após um incêndio em 1796, que destruiu grande parte do edifício exceto as alas, Woodgate supervisionou a reconstrução entre 1797 e 1798.
Outras remodelações ocorreram entre 1835 e 1843, conduzidas pelos arquitetos Richard e William Vitruvius Morrison. No século XX, David Hicks remodelou a biblioteca.

## Sepultamentos no cemitério da Igreja Paroquial de Baronscourt
- James Hamilton, 1.º Duque de Abercorn;
- James Hamilton, 2.º Duque de Abercorn;
- James Hamilton, 3.º Duque de Abercorn;
- Sacha, Duquesa de Abercorn.